# Французско-японские отношения
Французско-японские отношения — двусторонние дипломатические отношения между Францией и Японией.
Отношения между двумя государствами начались случайно в XVII веке, когда самурай и посол Японии Хасэкура Цунэнага по пути в Рим сделал остановку на несколько дней на юге Франции.
После длительного периода изоляции Японии, со второй половины XIX века Франция и Япония стали хорошими партнёрами. Две страны обменивались как в военной и экономической областях, так и в сфере культуры. Япония улучшила свою армию с помощью французского военачальника Жюля Брюне. Французские инженеры, такие как Леонс Верни, помогали Японии развивать флот, французские юристы участвовали в разработке японских законов.
Во Франции японское влияние ощущалось в художественной сфере: Япония вдохновляла импрессионистов и стояла у истоков японизма.

## История
Франция не имела никакого отношения к посольству Тэнсё (1582—1590), которое было отправлено в Европу.

### Период Эдо (XVII—XVIII вв.)
В 1615 году японский самурай Хасэкура Цунэнага, посланный в Рим своим повелителем даймё Датэ Масамунэ, остановился на несколько дней в Сен-Тропе. Это первый известный контакт между французами и японцами. В 1619 году француз Франсуа Карон, эмигрировавший в Нидерланды, вступил в Голландскую Ост-Индскую компанию и стал первым французом, официально ступившим на японскую землю. Он провёл двадцать лет в Японии и стал там директором компании. Позже он основал Французскую Ост-Индскую компанию.
В 1636 году французский доминиканский священник Гийом Курте приехал в Японию в условиях полной секретности, несмотря на запрет христианства в Японии. Он был схвачен и заключён в тюрьму в Кагосиме сроком на год. Его доставили в Нагасаки, где его судили, пытали и казнили в сентябре 1637 года. Священник стал одним из шестнадцати мучеников Нагасаки. В период между 1640 и 1780 годами из-за японской политики сакоку отношения между Францией были прерваны.
В 1787 году французский мореплаватель Жан-Франсуа де Лаперуз посетил архипелаг Рюкю. Его имя теперь носит пролив Лаперуза между Сахалином и Хоккайдо.

### Открытие Японии в XIX веке

#### Французско-японские отношения
Во времена Второй империи, 9 октября 1858 года отношения между двумя странами стали официальными в соответствии с Договором о мире, дружбе и торговле. Этот договор, который является частью неравных договоров, предусматривает, в частности, открытие 5 портов для торговли и для французских подданных (Эдо, Кобе, Нагасаки, Ниигата и Иокогама). Посол принёс сёгуну франко-японский договор, который был ратифицирован 4 февраля 1860 года.
Французский дипломат Леон Роше, который был послом Франции в Японии с 1863 по 1868 год, смог завоевать доверие сёгунов, поэтому он занимает привилегированное положение в отношении естественного герметичного контекста Японии, унаследованного от многовековой культуры. Ему удаётся установить дипломатические, культурные, торговые, промышленные и военные отношения, отношения, которые будут служить развитию Японии и Франции в критических моментах их развития и их собственной истории.
В 1865 году была создана прямая навигационная линия между Францией и Японией, которую обеспечивала компания Compagnie des Messageries Impériales.
Кроме того, во Франции в 1850 году пебрин (заболевание тутовых шелкопрядов) очень сильно повлиял на разведение тутовых шелкопрядов. Французское производство, в то время находившееся на пике шелковистой индустрии, в долгосрочной перспективе значительно ухудшилось. Сёгун Токугава отправляет шелковые коконы в подарок Наполеону III. С 1865 года торговля семенами и тюками шелка между Иокогамой и Лионом развивалась (это время также связано с заключением союза между Лионом и Иокогамой, инициированным Генеральным консулом Японии под эгидой Лионско-японского клуба). Таким образом, за пять лет Лион стал мировым лидером по торговле шёлком . В 1872 году, чтобы удовлетворить высокий иностранный спрос, в Томиоке была построена первая шёлковая фабрика, при этом Франция играла ведущую роль в японском экспорте.
Сёгун доверил Франции строительство первого морского арсенала Японии. Империя Наполеона III направляет своих инженеров, которые предоставляют ноу-хау и технологии. Французский офицер Леонсе Верни инициировал строительство арсенала Йокосука с 1865 по 1876 год. В 1866 году, чтобы противостоять росту внутренних восстаний, подпитываемых политикой и внешней агрессией, сёгун попросил послать французскую военную миссию для модернизации и укрепления армии, которую он возглавлял. Французская империя отреагировала на это требование продажей оружия и прибытием в Японию лейтенанта артиллерии Жюля Брюне. Таким образом, он прибыл по приказу капитана Жюля Шануана, чтобы обучить армию сёгуна и создать военную администрацию, основанную на французской модели.
В 1868 году посол Леон Роше был отозван во Францию после падения сёгуната, в то время как после поддержки партии императора британский посол остался в Японии. Современная Япония воздавала должное тесным связям между Французской империей и сегунатом Токугава через Будокана Миямото Мусаси.

#### Хронология
- 1808: голландец Хендрик Дофф преподаёт французский язык 5 японцам, чтобы они стали переводчиками.
- 1844: экспедиция французского Форнье-Дюплана приземляется на Окинаве, японцы отказываются открывать торговые отношения, но французы преподают язык японцам.
- 1855: с момента открытия границ Японии (бакумацу) Франция, как и Соединённые Штаты, 24 ноября подписывает договор с японцами на Окинаве[7].
- 1858: после подписания договора о дружбе и торговле в Эдо (ныне Токио) между двумя странами открываются дипломатические отношения.
- 1862: сёгун отправляет во Францию делегацию во главе с Ясунори Такенути (яп. 竹内 保徳 Такенути Ясунори:).
- 1864: прибытие Леона Роше в Японию. Бомбардировка Симоносеки французскими, английскими, голландскими и американскими кораблями. Леонсе Верни прибывает в Японию для строительства арсенала Йокосука.
- 1865: визит японского дипломата Шибаты Такенака во Францию.
- 1865: 12 сентября 1865 года лайнер Dupleix стал первым французским торговым судном, который вошёл в японские воды, предлагая перевозку пассажиров через Иокогаму, а также товаров, включая японский шёлк.

- 1867: французская военная миссия в Японии под руководством Шарля Шануэна прибывает в Японию. Японская делегация присутствует на Всемирной выставке в Париже. Француз Жан-Франсуа Куанье отправляется в Японию, чтобы возглавить серебряный рудник Икуно в префектуре Хёго.
- 1868: 11 французских моряков убиты повстанцами на юге Японии во время инцидента с Сакаи[8].
- 1869: французские войска сражаются бок о бок с войсками сёгуна во главе с Эномото Такэаки против имперских войск в Хакодатэ.
- 1870: Анри Огюст Пелегрен руководит строительством системы освещения для улиц Нихонбаши, Гиндзы и Иокогамы.
- 1872: французский мастер по шёлку Пол Брюна открывает первый современный шёлковый завод в Томиоке в префектуреГумма. Вторая французская военная миссия в Японии.
- 1873: юрист Гюстав Эмиль Буассонад отправляется в Японию для завершения построения современной системы законов.
- 1874: вторая французская военная миссия отправляется в Японию и строит военные учебные центры.
- 1876: прибытие в Японию командира Анри Ренье французской дипломатической миссией на два года на борту Laclocheterie.
- 1881: прибытие в Японию французского художника Жоржа Фердинанда Биго.
- 1882: в Асакусе вводятся французские трамваи.
- 1884: третья французская военная миссия в Японии.
- 1885: дипломатическая миссия Франции в Японию на два года с адмиралом Анри Ренье на борту Turenne. Это был единственный французский генерал-офицер на территории Империи восходящего солнца.
- 1886: француз Эмиль Бертен, генеральный инженер морского машиностроения, политехник, прибывает в Японию в начале 1886 года по приказу французского правительства, чтобы консультировать японское правительство по вопросам модернизации и развития первых вооружённых сил, военно-морского флота Японии, береговой обороны Японии. Он полностью переосмысливает арсеналЙокосуки, выбирает новые локации, предлагает их и инициирует строительство новых арсеналов Куре и Сасебо. Корабли, постройкой которых руководил и руководил Бертен, составили ядро японского флота, выигравшего Первую китайско-японскую войну, а затем Русско-японскую войну (1905 г.). Он оставался в Японии более 4 лет в качестве военно-морского советника японского правительства, говорил по-японски и имел тесные отношения с императором Мэйдзи и высшими должностными лицами имперского правительства и вооружённых сил.

### XX и XXI век
- 1906: прибытие дипломата Огюста Жерара, первого посла Франции в Японию. Посол укрепляет франко-японскую дружбу с вероятной перспективой войны против Германии. Он уехал в 1913 году, Япония грандиозно с ним попрощалась.
- 1907: Подписание франко-японского договора 1907 года[англ.]. Франция взяла на себя инициативу в создании союзов с Японией, Россией и (неофициально) с Великобританией. Япония хотела получить ссуду в Париже, поэтому Франция поставила ссуду в зависимость от русско-японского соглашения и японской гарантии стратегически уязвимых владений Франции в Индокитае. Англия поощряла русско-японское сближение. Так была создана коалиция Антанты, которая вела Первую мировую войну[9].
- 1910: Сакити Тоёда, основатель группы Toyota, приезжает во Францию для изучения производственных технологий.
- 1914: Япония и Франция стали союзниками в Первой мировой войне, вместе воюя против Германии и Австро-Венгрии.
- 1918: Четвёртая французская военная миссия в Японии.
- 1919: Франция поддержала предложение Японии о расовом равенстве на Парижской мирной конференции[10].
- 1922: миссия Жоффра на Дальнем Востоке.
- 1924: Первое воздушное сообщение между Францией и Японией. Создание франко-японского дома в квартале Эбису в Токио.
- 1940: начало японского вторжения во Французский Индокитай[11].
- 1941: Франко-тайская война. Она произошла после того, как Япония заключила союз с Таиландом.
- 1952: Создание Франко-японского института в Токио.

В 1990-е и 2000-е годы Франция была очень вовлечена в торговлю с Японией, по всей видимости из-за дружелюбной политики Жака Ширака по отношению к Японии. Президент Ширак официально посетил более 40 раз Японию — больше, чем у любого другого президента. Франция запустила программу Le Japon, c’est possible, которая предназначена для стимулирования экспорта в Японию. Государства также построили Дом японской культуры в Париже. В период с 1993 по 2004 год объём товарооборота между странами увеличился на 50 %, при этом Япония становится девятым «клиентом» Франции. Франция занимает третье место по объёму инвестиций в Японию.
Франция и Япония работали вместе в гуманитарных миссиях, в основном в миссиях по борьбе со СПИДом и отсталостью в странах Африки, а именно в Джибути, Мадагаскаре и Уганде.
Япония и Франция разделяют множество идей об искусстве и кухне. На Японию существленное влияние оказала французская кухня, а на Францию — манга.
В экономической сфере две страны в настоящее время тесно сотрудничают по теме ядерных реакторов нового поколения. В июне 2005 года Франция и Япония объявили о совместном проекте по созданию нового сверхзвукового самолёта, который может стать преемником Конкорда. Вскоре между Францией и франко-японским консорциумом было подписано Государственно-частное партнёрство по реконструкции нового французского посольства в Японии.
150-летие франко-японских отношений отмечалось в 2008 году.
В 1990 году во Франции проживало 15 000 японцев, в 2000 году — 25 000, в 2005 году — 30 000 японцев. Половина из них живёт на Иль-де-Франс и регулярно бывает в японском квартале Парижа, расположенном вокруг улицы Сент-Анн недалеко от Оперы Гарнье. Первый японский ресторан в этом районе был открыт в 1963 году на улице Мольер Такуми Ашибе.
В 1990 году в Японии проживало 3000 французов, в 2000 году — 5 000, в 2008 году — 9 000. Французский квартал в Токио находится по соседству с Кагурадзакой.
- Посольство Франции в Японии
- Посольство Японии в Франции
- Визит госсекретаря по вопросам прогнозирования и цифрового развития Натали Косцюшко-Моризе в 7-Eleven в Токио, февраль 2009 года
- Синдзо Абэ и Эмманюэль Макрон на G7 26 мая 2017 года